# Érysichthon (Thessalie)
Pour les articles homonymes, voir Érysichthon.
Érysichthon (en grec ancien : Ἐρυσίχθων / Erysíkhthōn) est un personnage de la mythologie grecque. Il intervient dans le cycle de Déméter. Il est puni par la déesse d’une faim insatiable pour avoir commis la malveillance d'abattre un arbre sacré.

## Mythe
Chez Callimaque, il est le fils du roi de Thessalie Triopas. Il prit une vingtaine d'hommes avec lui et alla à la plaine du Dotion, au pied du mont Ossa. Là se trouvait un bosquet planté par les Pélasges consacré à Déméter. Au centre se trouvait un peuplier qu'affectionnaient particulièrement les nymphes et qui dominait les environs. Érysichton ordonne à ses hommes d'abattre cet arbre. Déméter ordonne à sa prêtresse Nicippé d'aller raisonner le prince qui la repousse. Il finit par abattre l'arbre. Déméter l'affecte alors d'une faim insatiable.
Dans la version rapportée par Ovide, Érysichthon abat lui-même un chêne sacré (que ses hommes ne veulent pas abattre) en criant : peu importe que cet arbre soit sacré sa couronne de feuille touchera terre. Un homme tente de l’en empêcher, il lui coupe la tête. La dryade préférée de Déméter, Déo, qui vivait dans l’arbre, le prévient qu’il sera châtié mais il persiste. Ses sœurs vêtues de noir vont alors implorer la déesse. Déméter fait appel à l'incarnation de la Faim, se trouvant dans le Caucase glacé, dans un champ de pierres, qui condamne Érysichthon à une faim perpétuelle. La Faim se rend chez Érysichthon, et pendant son sommeil, elle s'introduit dans son corps. Alors, Érysichthon commence à avoir faim et mange, mange, mange... En quelques jours il a mangé autant de provisions qu'une ville entière. Très vite, toutes ses possessions partirent en achat de nourriture et il ne lui resta que sa fille méritante Mestra à vendre comme esclave. Mais celle-ci avait le pouvoir de se métamorphoser, pouvoir donné par Poséidon, et chaque fois qu'il la vendait, elle se transformait soit en homme (exemple : en pêcheur), soit en animal (exemple : en biche) ; elle s'échappait ainsi et il la vendait de nouveau.
Les deux auteurs concluent : selon Ovide, tourmenté par la faim, Érysichthon finit par se dévorer lui-même, alors que pour Callimaque, Triopas chassa ce coûteux fils de chez lui et Érysichthon passa le reste de sa vie à mendier et fouiller les ordures.

## Interprétation
Bien qu’au premier abord la légende d’Érysichthon paraisse éloignée du corpus des mythes agraires, Érysichthon est bien à ancrer au cycle de Déméter. Il s’y rattache notamment par l’étymologie du nom du héros qui en fait une personnification du laboureur (en grec Erusi-chthôn : qui fend la terre) et aussi par la faim qui est utilisée comme punition (en Sicile on trouve une tradition qui fait de la fringale personnifiée Adêphagia, un agent des vengeances de la déesse).
Le mythe du laboureur Érysichthon est à rapprocher du mythe de Iasion (le semeur), plus particulièrement des versions où Iasion viole la déesse. Il est possible que les deux mythes soient des divergences d’un même mythe beaucoup plus ancien.
Dans ces deux cas, l’agriculture est « vue » comme une violence ou un acte sacrilège fait aux dieux. Rappelons que le défrichement est souvent la première étape pour rendre une terre arable.